# Alexander Nikolajewitsch Dobrschanski
Alexander Nikolajewitsch Dobrschanski (russisch Александр Николаевич Добржанский; * 19. April 1873 in Tiflis; † 15. November 1937 in Paris, Frankreich) war ein russischer Sportschütze. 

## Karriere
Alexander Dobrschanski nahm bei den Olympischen Spielen 1912 an acht Schießwettkämpfen teil, konnte jedoch keine Medaille gewinnen.